# Limnonectes blythii
Limnonectes blythii és una espècie de granota que viu a Indonèsia, Laos, Malàisia, Myanmar, Singapur, Tailàndia, Vietnam i, possiblement també, a Cambodja.
Està amenaçada d'extinció per la pèrdua del seu hàbitat natural.